# An American Prayer
An American Prayer je album rock skupine The Doors, izdan leta 1978.

## Seznam skladb
| Stran 1 | Stran 1                                                                                               | Stran 1 |
| Št.     | Naslov                                                                                                | Dolžina |
| ------- | --- | ------- |
| 1.      | „Awake 1. Ghost Song 2. Dawn's Highway 3. Newborn Awakening‟                                          | 7:10    |
| 2.      | „To Come of Age 1. Black Polished Chrome 2. Latino Chrome 3. Angels and Sailors 4. Stoned Immaculate‟ | 8:41    |
| 3.      | „The Poets Dreams 1. The Movie 2. Curses, Invocations‟                                                | 3:28    |

| Stran 2 | Stran 2                                                                              | Stran 2 |
| Št.     | Naslov                                                                               | Dolžina |
| ------- | ------------------------------------------------------------------------------------ | ------- |
| 4.      | „The World On Fire 1. American Night 2. Roadhouse Blues 3. Lament 4. The Hitchhiker‟ | 11:59   |
| 5.      | „An American Prayer‟                                                                 | 6:52    |

## Zasedba

### The Doors
- Jim Morrison – vokal
- Ray Manzarek – klavir
- Robby Krieger – kitara
- John Densmore – bobni